# Château de la Grand'Ville
Pour l’article homonyme, voir Château de la Grand'Ville (Brandivy).
Le château de la Grand'Ville est situé sur la commune de Bringolo en France.

## Localisation
Le château est situé sur la commune de Bringolo dans le département des Côtes-d'Armor, dans la région Bretagne.

## Description
Le château est constitué d'un grand corps de logis rectangulaire et de deux petits corps latéraux symétriques est et ouest formant une légère avancée, ainsi que d'un corps latéral de plan presque carré articulé à l'angle sud-est du corps latéral est.

## Historique
Le château est construit vers 1650 à la suite du démantèlement du château fort de Kérimer par le chevalier du Breil de Rays. Il passe ensuite dans la famille Chrétien de Tréveneuc à la suite d'un mariage, puis au comte de Kergariou, qui épousa Mélanie de Tréveneuc.
Le château est inscrit au titre des monuments historiques par arrêté du 13 novembre 2012.

## Protection
Éléments protégés : le logis en totalité ; les communs en totalité (écuries, granges et bâtiments associés, colombier, petits bâtiments annexes, cour pour son pavement, son sol d'assiette et ses murs de clôtures, serres) ; l'ensemble du parc comprenant notamment le saut-de-loup, le jardin potager avec ses clôtures, les allées et chemins, les portes, grilles et éléments de clôture (murs,, murets, fossés, etc...), les façades et toitures du pavillon d'entrée, la tour néo-médiévale en totalité, les terrasses et leurs murs de soutènement (belvédère, etc...), la terrasse du logis avec son puits, les aménagements maçonnés (bancs,...), la « chambre des colonnes », l'ancien lavoir ; l'étang avec sa digue.

## Galerie

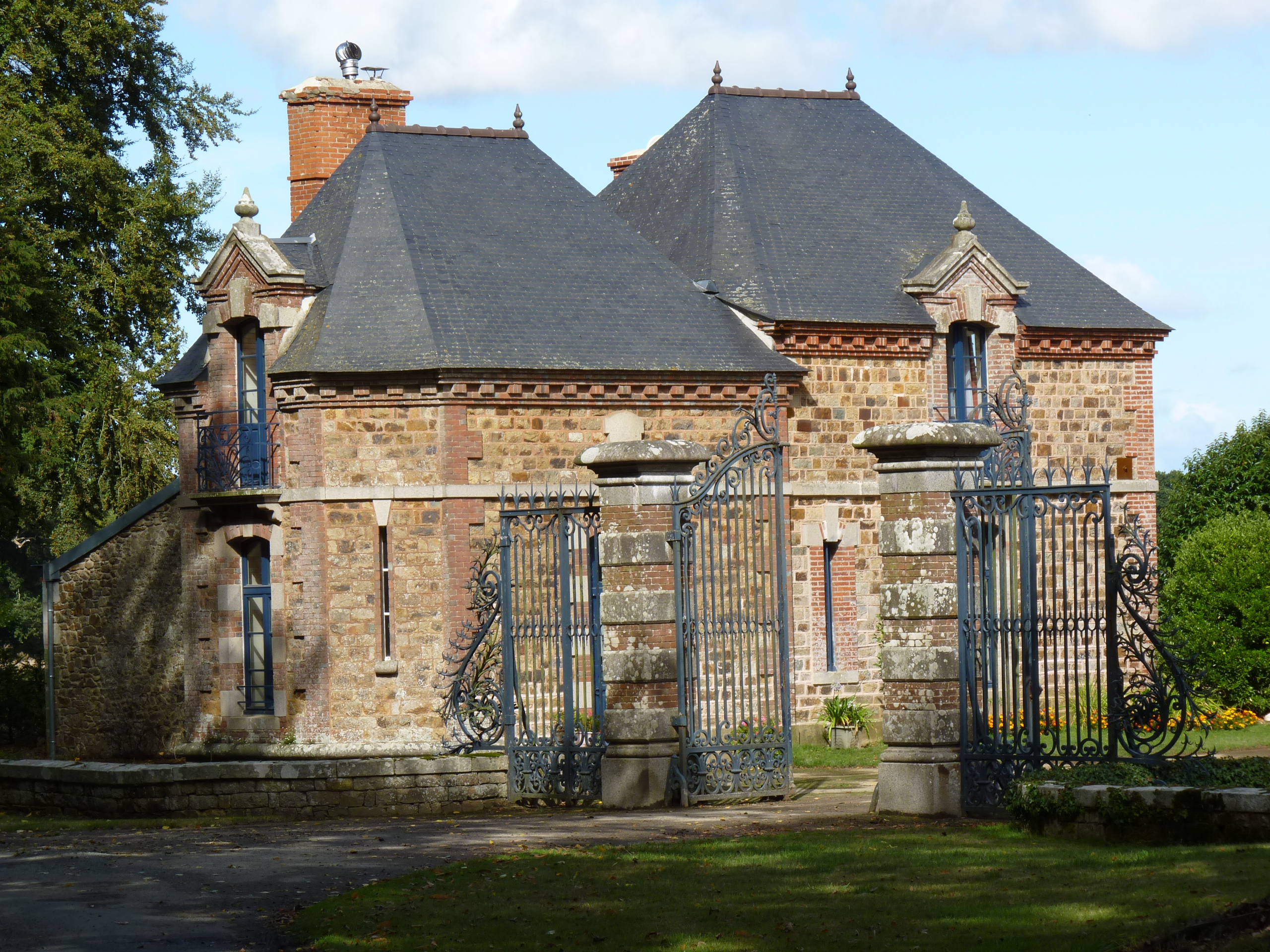
Entrée du château de la Grand'Ville.
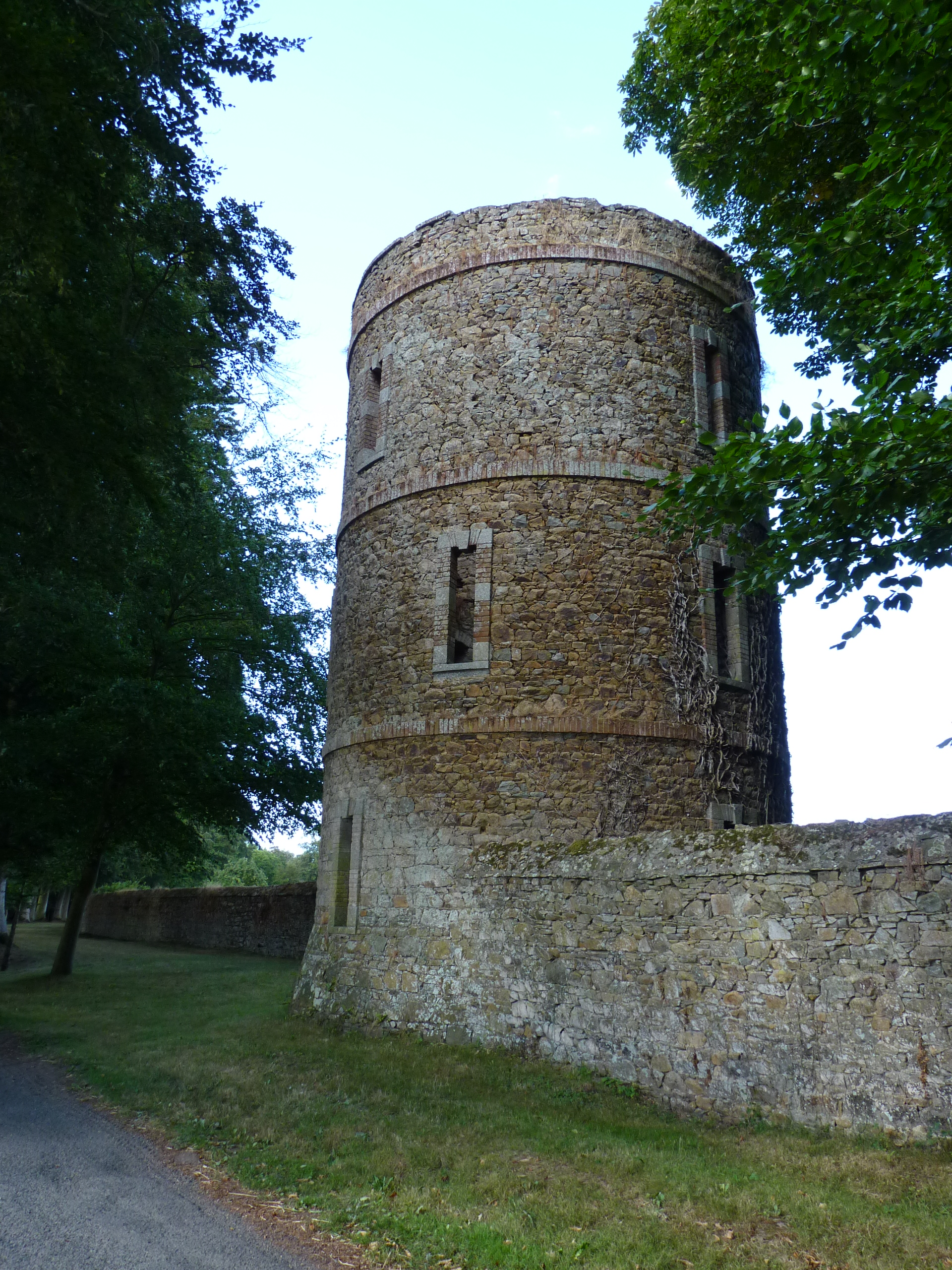
Tour du château.
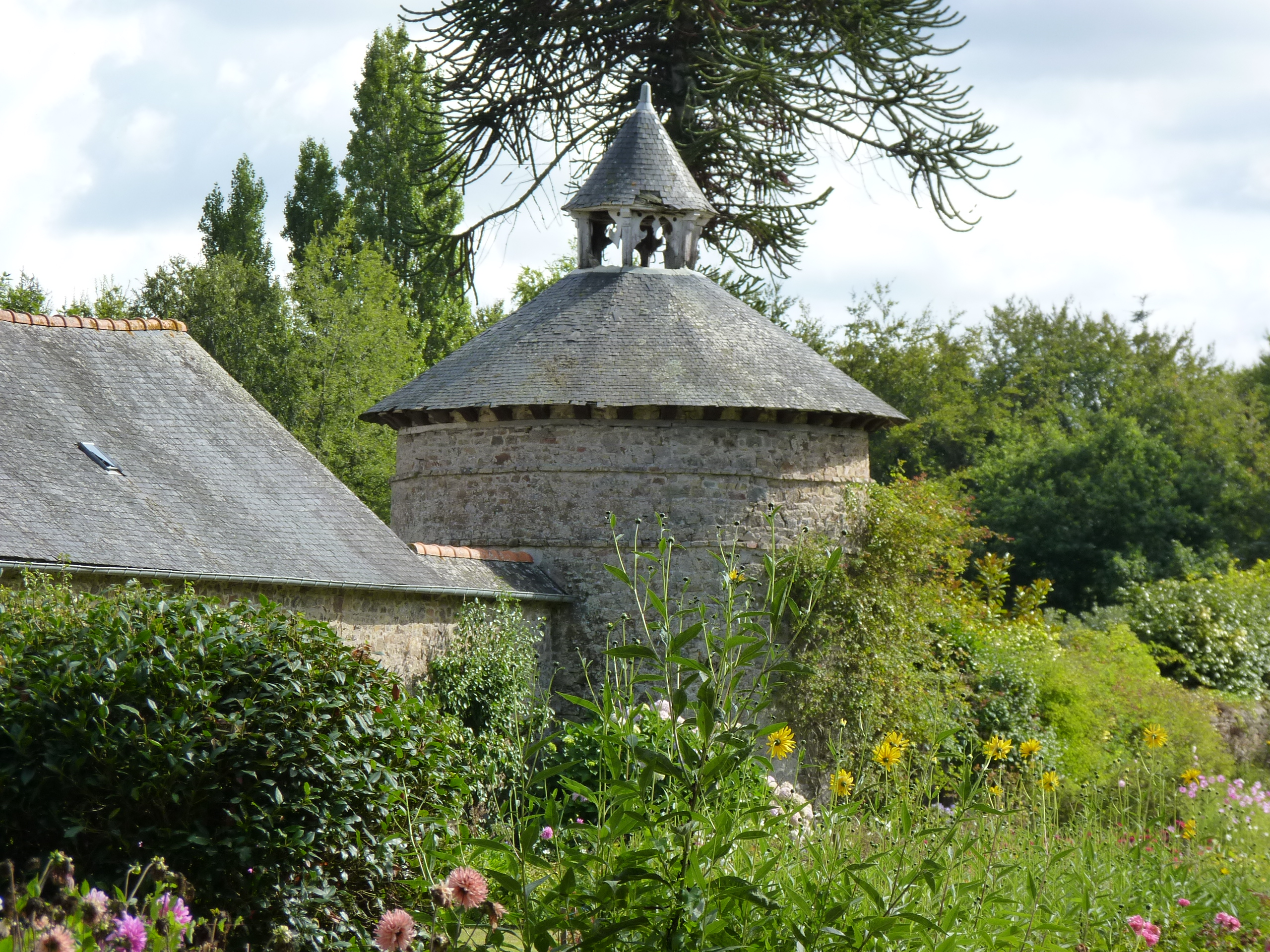
Colombier du château.
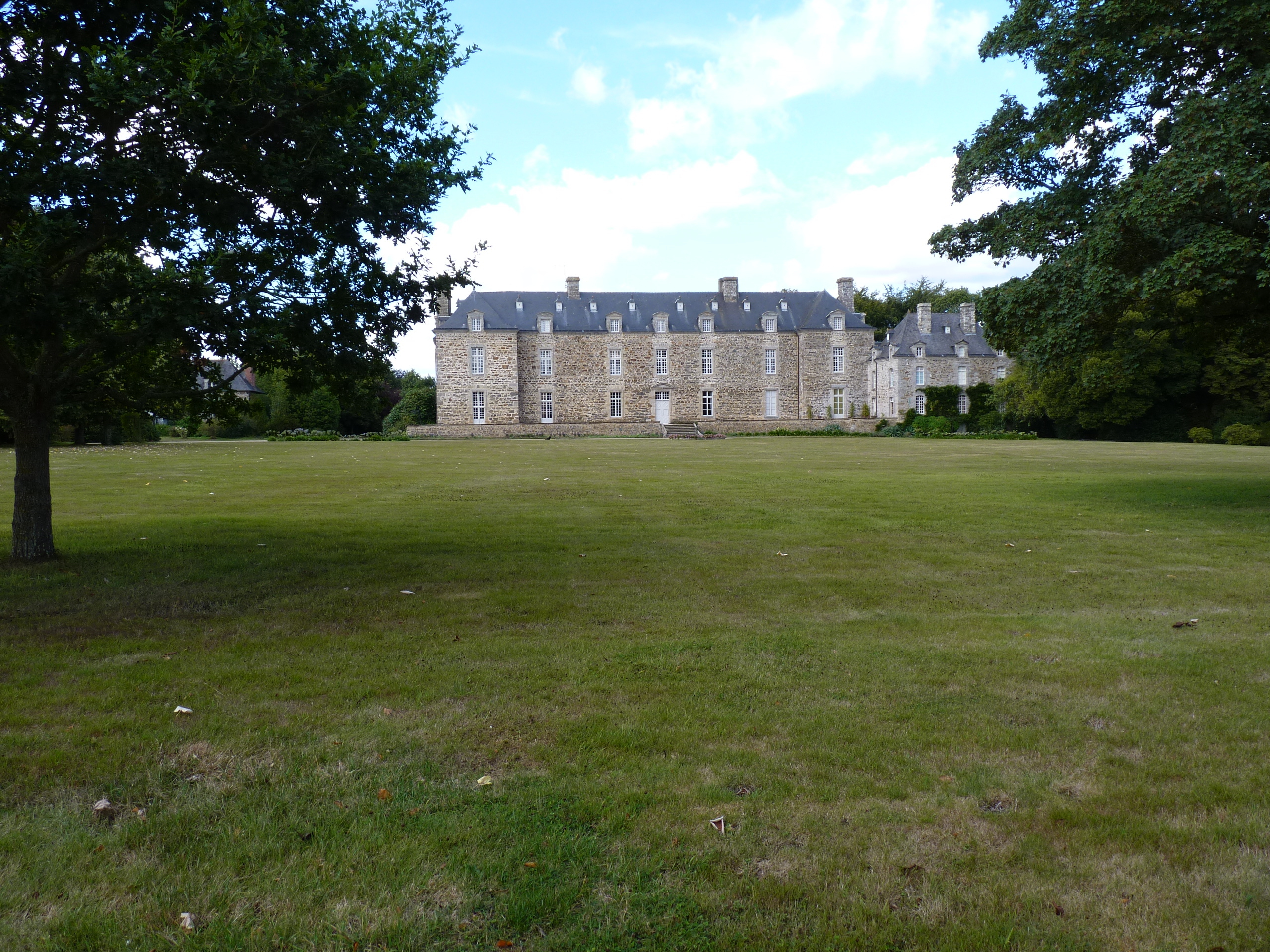
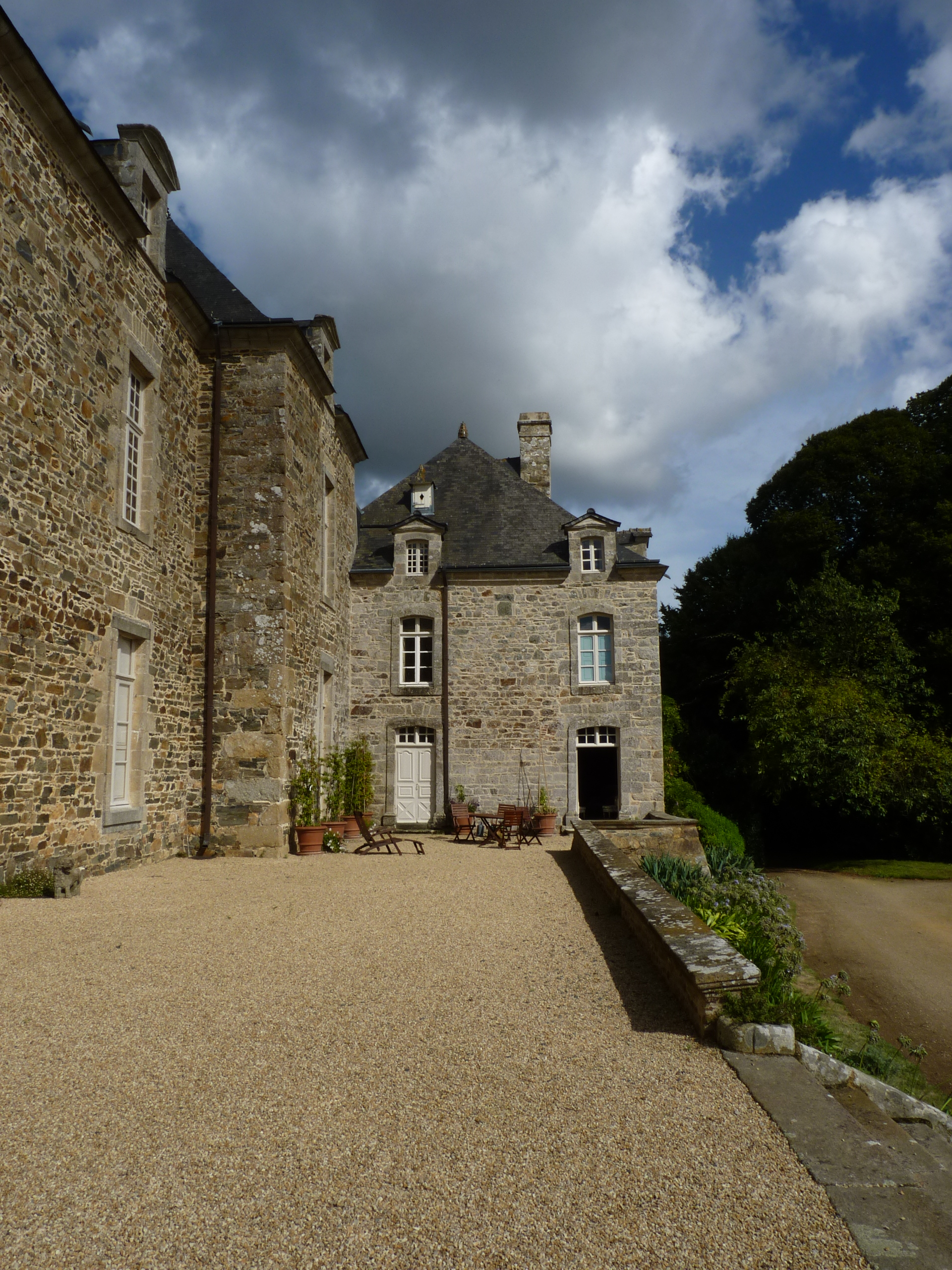
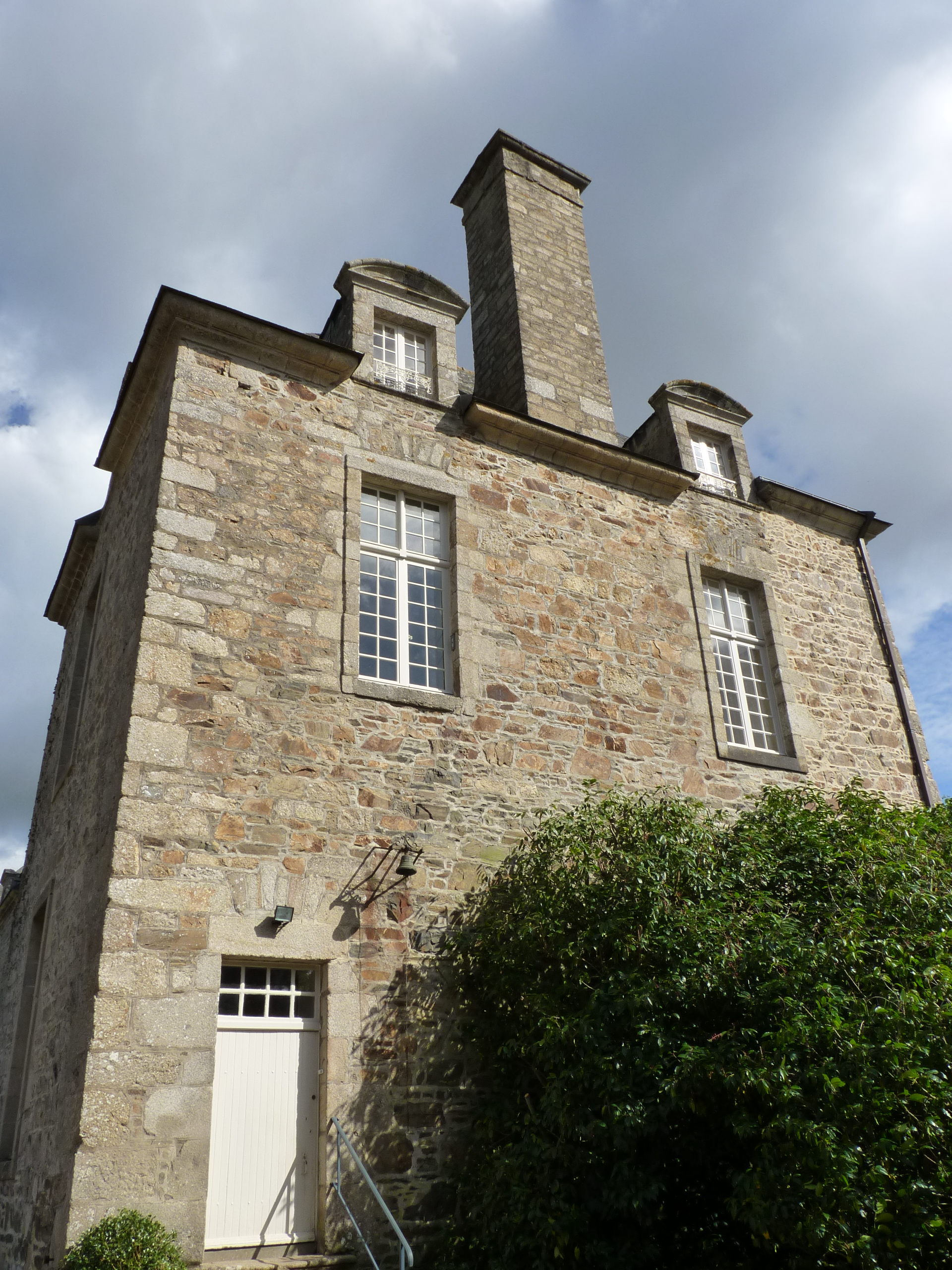